# Dziady część I
Dziady część I – utwór dramatyczny Adama Mickiewicza należący do cyklu dramatów Dziady. 
Utwór ma charakter nieukończony, nie został także wydany za życia artysty. Powstawał prawdopodobnie na początku 1821 roku. Po raz pierwszy do druku trafił w wydanym w Paryżu w 1860 roku podsumowaniu ważniejszych dzieł Mickiewicza. Zawiera zbiór niepowiązanych ze sobą scen. Pierwsza część Dziadów może być traktowana jako początek lub zakończenie cyklu.
W utworze pojawia się, podobnie jak w części II, postać Guślarza, opis obrzędu cmentarnego, oraz Chór młodzieńców i Chór młodzieży. Część badaczy uważa, że te Chóry stanowią literacką kreację filomatów, z którymi Mickiewicz w okresie pisania utworu prowadził spór filozoficzno-światopoglądowy.
Historycy literatury nie potrafią odpowiedzieć na pytanie, dlaczego autor ani nie ukończył tej części Dziadów, ani nie zniszczył rękopisu. Niektórzy badacze utrzymują, że ten utwór jest ukończoną całością, złożoną z luźnych fragmentów.

## Nawiązania we współczesnej kulturze
Tytuł filmu Niewinni czarodzieje (1960) w reżyserii Andrzeja Wajdy jest cytatem z początkowego fragmentu utworu Mickiewicza: "Mędrce dawnych wieków / Zamykali się szukać skarbów albo leków / I trucizn — my niewinni młodzi czarodzieje / Szukajmy ich, by otruć własne swe nadzieje".